# Riccardia aberrans
Riccardia aberrans là một loài rêu trong họ Aneuraceae. Loài này được Stephani Gradst. mô tả khoa học đầu tiên năm 1979.